# Tåsinge
Bản mẫu:Geobox Settlement

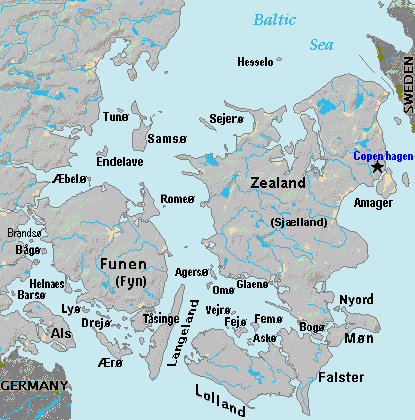
Tåsinge Island (bên trái phía dưới) nam đảo Fyn.

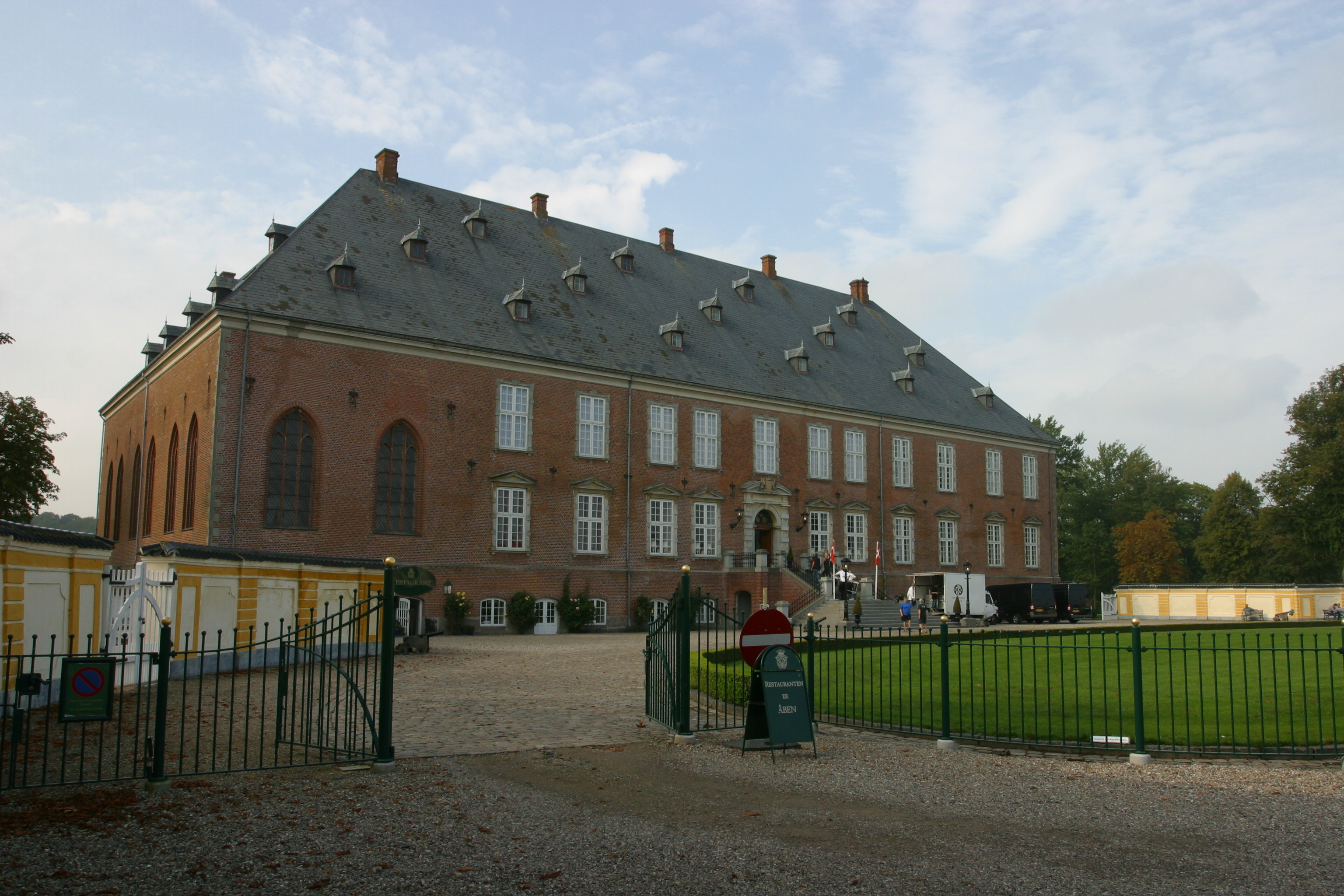
Lâu đài Valdemar trên đảo Tåsinge

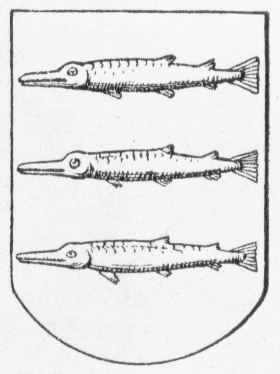
Huy hiệu của đảo từ năm 1610

Tåsinge là 1 đảo của Đan Mạch, nằm sát ngay phía nam đảo Fyn. Về phía bắc, đảo nối giao thông với thành phố Svendborg trên đảo Fyn bằng "Cầu Svendborgsund". Về phía nam có 1 đường đê nối với Siø và từ đó qua "Cầu Langeland" tới thành phố Rudkøbing trên đảo Langeland.Tåsinge có diện tích là 70 km² với 6.155 cư dân. Các thành phố lớn của đảo là Vindeby và Troense.

## Lịch sử
Trên đảo Tåsinge có Lâu đài Valdemar, do vua Christian IV xây dựng từ năm 1639 - 1644 cho con trai Valdemar Christian (1622 - 1656). Sau khi Valdemar chết sớm, lâu đài (và 90% đảo) được trao cho người anh hùng hải quân Niels Juel như khoản tiền chiến phí cho hạm đội của ông ta. Các hậu duệ của Niels Juel hưởng quyền thừa kế cho tới nửa đầu thế kỷ 20. Cũng có 1 nông trang thừa kế gọi là Stamhuset Taasinge, dành cho dòng họ Juel. Nông trang thừa kế này bị Luật căn bản (cũng gọi Luật hiến pháp) của Đan Mạch ban hành năm 1849 bãi bỏ. Gần lâu đài Valdemar, bên đường Bregninge/Landet có cây sồi cổ thụ trên 500 năm là cây sồi Ambrosius, gọi theo tên thi sĩ Ambrosius Stub, cư ngụ ở lâu đài này từ 1741 tới 1752.
Trong nghĩa trang của đảo có 2 ngôi mộ của cặp tình nhân nữ hoàng xiếc Elvira Madigan và viên trung úy kỵ binh người Thụy Điển Sixten Sparre. Họ bị bắn chết trong rừng Nørreskoven trên Tåsinge vào tháng 7/1889 sau khi cùng chạy trốn.